# A magyar nyelv értelmező szótára
A magyar nyelv értelmező szótára (hivatalos rövidítése: ÉrtSz.) 1959 és 1962 között jelent meg hét kötetben A Magyar Tudományos Akadémia Nyelvtudományi Intézeténél. Bárczi Géza akadémikus és Országh László egyetemi tanár vezetésével Balázs János, Bíró Izabella, Elekfi László, Kelemen József, Kovalovszky Miklós, Lengyel Lajos, Martinkó András, O. Nagy Gábor, Szabadi Béla és Újváry Lajos szerkesztették.
Mintegy hatvanezer szócikkben öleli fel a magyar irodalmi és köznyelv szókincsének törzsállományát, ragozási típusukat is feltüntetve. Meghatározzák, megmagyarázzák az egyes címszavak, illetve a velük alkotott közkeletű szókapcsolatok, kifejezések, szólások, szóláshasonlatok, közmondások jelentéseit, a címszavak stílusrétegét megadva és szépirodalmi példákat hozva szinte mindegyikhez, a szócikkek végén pedig az illető címszóval alkotott szóösszetételek, valamint a (képzővel ellátott) származékok szerepelnek.
A sorozat a hetvenes–nyolcvanas–kilencvenes években második, harmadik, negyedik kiadásban is megjelent, a 2000-es évek elején pedig CD- és DVD-ROM-on az Arcanum jóvoltából, amely online is szabadon elérhetővé tette anyagát. A szótár a Magyar Elektronikus Könyvtár honlapján is böngészhető.
Anyagából készült A magyar nyelv szóvégmutató szótára (1969, 1994).
Rövidebb, szépirodalmi példák nélküli változata az 1972-ben, majd némileg átdolgozva és kiegészítve 2003-ban megjelent Magyar értelmező kéziszótár. Minden téren bővebb és részletesebb, egyúttal a XVIII. század végéig visszanyúlik a jelenleg is készülő, 2006 óta megjelenő A magyar nyelv nagyszótára (a több mint húszkötetes sorozat teljes megjelenése a 2030-as évekre várható).

## Kötetei
1. A–D (1091 p.)
2. E–Gy (1137 p.)
3. H–Kh (939 p.)
4. Ki–Mi (1347 p.)
5. Mo–S (1315 p.)
6. Sz–Ty (882 p.)
7. U–Zs (671 p.)

## A magyar nyelv jelentősebb más szótárai
- A magyar nyelv szótára, népszerű nevén „a Czuczor–Fogarasi” (1862–1874)
- A magyar nyelv teljes szótára, szerk. Ballagi Mór (I–II., 1868–73)
- Magyar értelmező kéziszótár (1972, átdolgozva: 2003)
- A magyar nyelv történeti-etimológiai szótára 1–4. (1967–1984)
- Etymologisches Wörterbuch des Ungarischen I–II. (1993–1995, + mutató: 1997)[3]
- Új magyar tájszótár 1–5. (1979–2010)
- A magyar nyelv nagyszótára[4] (2006–)
- Új magyar etimológiai szótár[5] (online: 2022)